# Велебит (община Каніжа)
Велеби́т (серб. Велебит/Velebit) — село в Сербії, належить до общини Каніжа Північно-Банатського округу автономного краю Воєводина.
Село розташоване на південний захід від містечка Каніжа, на одному з пригирлових проток річки Кереш.

## Населення
Населення села становить 366 осіб (2002, перепис), з них:
- серби — 82,5 %
- угорці — 16,1 %,

живуть також хорвати та чорногорці.